# 伊藤真一

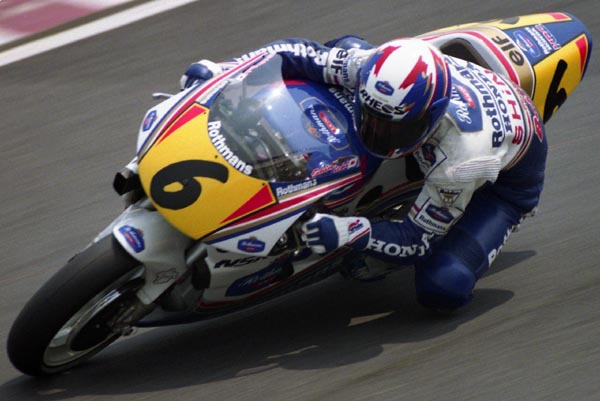
1993年日本GP

伊藤 真一(いとう しんいち、英: Shinichi Ito、1966年12月7日 - )は、宮城県角田市出身のオートバイロードレースライダー。仙台SOSモデルエージェンシー所属。宮城県岩沼市でGARAGE EDIFICE(ガレージ エディフィス)を経営する実業家としての顔も持ち合わせる。（現在は閉業し、跡地はホンダドリーム岩沼として活用されている。）

## 略歴

### 1980 - 1990年代
その端正なルックスと国際A級昇格と同時にホンダ・レーシング(HRC・ホンダワークスチーム)入り、しかも当時の最高峰、全日本ロードレース選手権・GP500クラスにいきなり参戦することで『シンデレラボーイ』と騒がれた。初期の頃は上位フィニッシュか転倒かの両極端なレース展開であった。1990年には、1987年から3年連続全日本の500チャンピオンに君臨していたヤマハの藤原儀彦を降し初の全日本タイトルを獲得。
ロードレース世界選手権(WGP)デビューは1988年の日本グランプリで3番手まで浮上したものの1コーナーにて転倒。WGPフル参戦は1993年から、1996年までの4年間を戦い、最高成績は2位。
1997年からホンダより『鈴鹿8耐で勝ってくれ』との使命を託され参戦の場を日本へと戻す。8耐では宇川徹とペアを組み優勝。これはフルタイム8耐で初の日本人ペア優勝記録でもある。翌1998年も同ペアでの2連覇を果たす。この年、後に最多ホルダーとなる8耐ポールポジションを初獲得。全日本のスーパーバイククラスでも2冠目となるタイトルを獲得した。

### 2000年代
マシンがRVF/RC45からVTR1000SPWに切り替わった2000年は全日本ロードレースフル参戦、スーパーバイク世界選手権の日本ラウンドにワイルドカード参戦。最終予選で転倒した際に右手薬指を痛めたため欠場した事を皮切りに、8耐では岡田忠之とのコンビで参戦したが木曜日のフリー走行で遅いマシンに走行ラインをふさがれた岡田が転倒し左足の靭帯を損傷。そして、決勝日の午前に行なわれたフリー走行で岡田はヘアピン先の高速コーナーで再び転倒し決勝への出場を断念(代役は鎌田学)。同年の伊藤は8耐後に開催されたSUGOラウンドでも追突され転倒、右手小指を開放骨折するなど負傷に苦しんだ。
2001年はホンダとテスト契約となり、それと並行してブリヂストンのテスト契約も始まる。
2005年・2006年には、全日本のJSB1000クラスで2年連続でチャンピオンを獲得。しかし3連覇を目指した2007年3月20日のツインリンクもてぎでの事前テストで、不運なクラッシュに見舞われ、左足の股関節と骨盤を痛める大怪我を負い、太田哲也公式サイト内での対談では「10人中9人の医者に引退しなさいと言われた」と発言している。
その後、1ヵ月半の入院を経て、人工股関節を入れることで選手復帰への可能性を見出し、「死ぬほどやった」というリハビリの末に復帰。 この復帰に際しても、「今回のトラブルで転倒して、それで終ったらメカニックも精神的に負担になるだろうし、自分もこのような形では終らせたくない」と話している。復帰レースとなった鈴鹿8耐では、パートナーとなるはずだった2006年の優勝ペア、辻村猛が事前のテストで負傷し、急遽ペアを組んだ若手の手島雄介をリードしながら3位表彰台を獲得した。
2009年の8耐もTSR(テクニカルスポーツレーシング)から出場、ホンダ・ヤマハがリーマンショックの影響によりファクトリー体制での出場を断念する中、HRCのマシン・スタッフなどが常駐するなど実質的なホンダ・ワークスともいえる体制での出場で、優勝候補No.1と目されていた。パートナーでスタートライダーを務めた秋吉耕佑の序盤の二度の転倒により最後尾に後退したが、そこからの追い上げで最終的には9位まで順位を挽回した。

### 2010年代
2010年2月、23年前にHRC入りの記者会見を行ったのと同じ青山本社のウエルカムプラザにて同年を最後に全日本ロードレース選手権・JSB1000クラスから引退することを表明。鈴鹿8耐への参戦やテストライダーとしての活動などは継続する。なお当人曰く『シーズンでやらないイコール引退。スポット参戦しても速くは走れない。だから終わりにしようと思ってます。』『ロードレースをやめるつもりはないんです。いずれ岡田(忠之)と組んで8耐とか出てもいいなって思うし。走るのは大好きだから、還暦になっても走っていると思う。』と述べ、以後の計画として6月頃に自らの2輪ショップ開業を予定していることを公表。
10月30・31日に鈴鹿サーキットで行われた全日本ロードレース選手権・第7戦を最後にJSB1000クラスを「卒業」した。ただラストレースとなった同レースでもレース1・レース2で共に2位に入り、一線級の実力を未だ保持している様子を見せたため、レース後に行われたシーズンエンドパーティーでは伊藤に対し選手会一同から「留年」と書かれたパネルが手渡されるなど、以後も引退撤回を望む声が根強かった。
2011年はホンダのMotoGP用マシンの開発ライダーとしてテストを担当する予定だったが、同年3月に発生した東日本大震災で当時名取市在住だった伊藤も被災し、経営していたオートバイショップは営業を休止。親族を亡くしたが「被災者激励のため」として引退を撤回し、全日本ロードレース選手権の開幕戦に出場、決勝3位で表彰台に登った。なおこの参戦はマシンをTSRからレンタルしてのスポット参戦であり、同年は以後スポーツランドSUGOで開催された第5戦にスポット参戦したのみとなったが、7月31日の鈴鹿8耐では、F.C.C. TSR HondaからCBR1000RRにて秋吉、清成龍一とのチームで出場。伊藤の走行は1スティント(約1時間弱)だったが、自身4度目となる優勝を飾った。この勝利によって、自身の持つ鈴鹿8耐の最年長優勝記録を44歳236日に更新した。
同年のMotoGP日本グランプリにもワイルドカード枠でスポット参戦したが、事前テストがない参戦だったことから、結果は決勝13位(完走車の中では最下位)に終わった。
2012年以降レース活動から原則身を引き、鈴鹿8耐に参戦する以外は、一時ホンダの開発ライダー業務に専念。
2016年、FIM世界耐久選手権に参戦するTSRが、2016-2017年シーズンに伊藤をライダーの一人として起用することを発表。久々の現役復帰となった開幕戦・ボルドール24時間耐久ロードレースでは5位で完走した。
2017年は3年ぶりに鈴鹿8耐への参戦を決定。ただし8耐参戦のシード権を持っていないため、6年ぶりに全日本ロードレース選手権・JSB1000クラスに復帰。8耐のトライアウトを兼ねた第2戦・第3戦とスポット参戦し、第3戦でエントリー資格を獲得した。

### 2020年代
2020年1月、自身が監督を務めるレーシングチームとして「KEIHIN Honda Dream SI Racing」を設立、全日本ロードレース選手権に参戦することを発表。ライダーにはJSB1000クラスに清成龍一と渡辺一馬、ST1000クラスに作本輝介を起用し、マシンはホンダ・CBR1000RR-Rを投入する。

## 人物
40歳を過ぎても、全日本ロードレース選手権JSB1000クラスや鈴鹿8耐でトップを走り続ける驚異的な成績を残しており、『鉄人』と言われる所以でもある。
年間300本以上はワインを開けるというほどの大のワイン好きでも有名であり、2009年10月には日本ソムリエ協会から名誉ソムリエの認定を受けている。
アマチュアドライバーとしてスーパー耐久(S耐)等にも参戦。S耐参戦時は、TUBEの松本玲二や岡田忠之らとチームを組むこともある。2009年のS耐第1戦(ツインリンクもてぎ)ではホンダ・インテグラタイプRを駆り、松本・渋谷彰良と共にST4クラスで優勝を飾っている。2011年はシビックインターカップにシリーズ参戦。2017年には童夢の「Modulo CIVIC TCR」でS耐に参戦した(第3戦のみ欠場)。
加藤大治郎が伊藤が経営する店に遊びに来た際、店の近くの国道でトラックと衝突し、乗っていた車はぐしゃぐしゃになるほどの事故を起こした際、運転していた加藤は度々交通事故を起こし慣れていたため動じていなかったが、助手席に座っていた伊藤は後年「もう加藤が運転する車に同乗したくない」と明かしたことがある。
東日本大震災の発生直後から全国のライダー仲間に声掛けして支援物資を集め、従業員と一緒に被災者へ届けるボランティア活動を行った。河北新報によると、震災時の津波で親類7人を失っている。

## 主な戦績

### 2輪
- 1985年 菅生選手権TT-F3クラス チャンピオン

#### 全日本ロードレース選手権
| 年   | クラス         | チーム                             | マシン     | 順位 | 勝利数 |
| ---- | -------------- | ---------------------------------- | ---------- | ---- | ------ |
| 1987 | ジュニア250    | クルーズ・レーシングチーム         | RS250R     | 5位  | 3      |
| 1988 | GP500          | SEED RACING ホンダ                 | NSR500     | 2位  | 1      |
| 1989 | GP500          | SEED RACING ホンダ                 | NSR500     | 6位  | 1      |
| 1990 | GP500          | PENTAXホンダ                       | NSR500     | 1位  | 4      |
| 1991 | GP500          | PENTAXホンダ                       | NSR500     | 3位  | 2      |
| 1992 | GP500          | Team HRC                           | NSR500     | 8位  |        |
| 1997 | スーパーバイク | カストロール・ホンダ               | RVF/RC45   | 5位  |        |
| 1998 | スーパーバイク | ラッキーストライク・ホンダ         | RVF/RC45   | 1位  |        |
| 1999 | スーパーバイク | ラッキーストライク・ホンダ         | RVF/RC45   | 4位  |        |
| 2000 | スーパーバイク | チーム・キャビン・ホンダ           | VTR1000SPW | 4位  |        |
| 2003 | JSB1000        | F.C.C. TSR                         | CBR954RR   | 12位 |        |
| 2004 | JSB1000        | DDBOYS                             | CBR1000RR  | 4位  | 3      |
| 2005 | JSB1000        | ホンダドリームRT                   | CBR1000RR  | 1位  | 4      |
| 2006 | JSB1000        | ケーヒン・コハラ・レーシングチーム | CBR1000RR  | 1位  | 3      |
| 2007 | JSB1000        | ケーヒン・コハラ・レーシングチーム | CBR1000RR  | 18位 |        |
| 2008 | JSB1000        | ケーヒン・コハラ・レーシングチーム | CBR1000RR  | 7位  | 1      |
| 2009 | JSB1000        | ケーヒン・コハラ・レーシングチーム | CBR1000RR  | 7位  |        |

#### ロードレース世界選手権
- 凡例
- ボールド体のレースはポールポジション、イタリック体のレースはファステストラップを記録。

| 年   | クラス | チーム                               | マシン  | 1      | 2      | 3      | 4      | 5     | 6      | 7      | 8      | 9      | 10     | 11     | 12    | 13    | 14     | 15     | 16      | 17    | 18    | ポイント | 順位 |
| ---- | ------ | ------------------------------------ | ------- | ------ | ------ | ------ | ------ | ----- | ------ | ------ | ------ | ------ | ------ | ------ | ----- | ----- | ------ | ------ | ------- | ----- | ----- | -------- | ---- |
| 1988 | 500cc  | SEED ホンダ                          | NSR500  | JPN NC | USA -  | SPA -  | EXP -  | ITA - | GER -  | AUT -  | NED -  | BEL -  | YUG -  | FRA -  | GBR - | SWE - | CZE -  | BRA -  |         |       |       | 0        | -    |
| 1989 | 500cc  | Team HRC                             | NSR500  | JPN 10 | AUS -  | USA -  | SPA -  | ITA - | GER -  | AUT -  | YUG -  | NED -  | BEL -  | FRA -  | GBR - | SWE - | CZE -  | BRA -  |         |       |       | 6        | 32位 |
| 1990 | 500cc  | PENTAXホンダ                         | NSR500  | JPN 9  | USA -  | SPA -  | ITA -  | GER - | AUT -  | YUG -  | NED -  | BEL -  | FRA -  | GBR -  | SWE - | CZE - | HUN -  | AUS -  |         |       |       | 7        | 26位 |
| 1991 | 500cc  | PENTAXホンダ                         | NSR500  | JPN 16 | AUS -  | USA -  | SPA -  | ITA - | GER -  | AUT -  | EUR -  | NED -  | FRA -  | GBR -  | RSM - | CZE - | VDM -  | MAL -  |         |       |       | 0        | -    |
| 1992 | 500cc  | Team HRC                             | NSR500  | JPN 4  | AUS -  | MAL -  | SPA -  | ITA - | EUR -  | GER -  | NED -  | HUN -  | FRA -  | GBR -  | BRA - | RSA - |        |        |         |       |       | 10       | 16位 |
| 1993 | 500cc  | ロスマンズ・ホンダ                   | NSR500  | AUS 7  | MAL 6  | JPN 4  | SPA NC | AUT 6 | GER 3  | NED 6  | EUR NC | RSM 4  | GBR 5  | CZE 7  | ITA 8 | USA 6 | FIM NC |        |         |       |       | 119      | 7位  |
| 1994 | 500cc  | HRCホンダ                            | NSR500  | AUS 5  | MAL 3  | JPN 3  | SPA NC | AUT 4 | GER 6  | NED NC | ITA 5  | FRA 5  | GBR 9  | CZE 2  | USA 4 | ARG 4 | EUR NC |        |         |       |       | 141      | 7位  |
| 1995 | 500cc  | レプソル・ホンダ                     | NSR500  | AUS 10 | MAL 7  | JPN NC | SPA 8  | GER 3 | ITA 4  | NED 8  | FRA 4  | GBR 6  | CZE 5  | BRA 10 | ARG 9 | EUR 2 |        |        |         |       |       | 127      | 5位  |
| 1996 | 500cc  | レプソル・ホンダ                     | NSR500V | MAL NC | INA 13 | JPN 11 | SPA 9  | ITA 8 | FRA NC | NED 10 | GER 9  | GBR 10 | AUT NC | CZE 10 | IMO 9 | CAT 6 | BRA 11 | AUS 9  |         |       |       | 77       | 12位 |
| 1999 | 500cc  | ラッキーストライク・ホンダ           | NSR500  | MAL -  | JPN 7  | SPA -  | FRA -  | ITA - | CAT -  | NED -  | GBR -  | GER -  | CZE -  | IMO -  | VAL - | AUS - | RSA -  | BRA -  | ARG -   |       |       | 9        | 21位 |
| 2002 | MotoGP | レプソル・ホンダ                     | RC211V  | JPN 4  | RSA -  | SPA -  | FRA -  | ITA - | CAT -  | NED -  | GBR -  | GER -  | CZE -  | POR -  | BRA - | PAC - | MAL -  |        |         |       |       | 13       | 21位 |
| 2002 | MotoGP | カネモト・ホンダ                     | NSR500  |        |        |        |        |       |        |        |        |        |        |        |       |       |        | AUS NC | VAL -   |       |       | 13       | 21位 |
| 2005 | MotoGP | マールボロ・ドゥカティ               | GP5     | SPA -  | POR -  | CHN -  | FRA -  | ITA - | CAT -  | NED -  | USA -  | GBR -  | GER -  | CZE -  | JPN - | MAL - | QAT -  | AUS -  | TUR DSQ | VAL - |       | 0        | -    |
| 2007 | MotoGP | プラマック・ダンティーン・ドゥカティ | GP7     | QAT -  | SPA -  | TUR -  | CHN -  | FRA - | ITA -  | CAT -  | GBR -  | NED -  | GER -  | USA -  | CZE - | RSM - | POR -  | JPN 15 | AUS -   | MAL - | VAL - | 1        | 26位 |

- 2011年 ロードレース世界選手権MotoGPクラス第15戦に参戦し13位 ホンダ・レーシング・チーム ホンダ・RC212V

#### 鈴鹿8時間耐久ロードレース
| 年   | 車番 | ペアライダー                            | チーム                             | マシン       | 予選順位 | 決勝順位 | 周回数 |
| ---- | ---- | --------------------------------------- | ---------------------------------- | ------------ | -------- | -------- | ------ |
| 1988 | 38   | 田口益充                                | SEEDレーシングチーム・ホンダ       | RVF750       | 10       | 7位      | 197    |
| 1991 | 17   | ダリル・ビーティー                      | ペンタックス・ホンダRT             | RVF750       | 2        | 7位      | 187    |
| 1992 | 7    | 辻本聡                                  | チームHRC                          | RVF750       | 4        | Ret      | 196    |
| 1994 | 6    | 武石伸也                                | am/pmホンダ                        | RVF/RC45     | 2        | 3位      | 183    |
| 1995 | 4    | 辻本聡                                  | チームHRC                          | RVF/RC45     | 6        | 2位      | 212    |
| 1996 | 7    | 辻本聡                                  | TRFホンダ                          | RVF/RC45     | 2        | 11位     | 209    |
| 1997 | 33   | 宇川徹                                  | ホリプロ・ホンダwith HART          | RVF/RC45     | 9        | 1位      | 186    |
| 1998 | 33   | 宇川徹                                  | ラッキーストライク・ホンダ         | RVF/RC45     | 1        | 1位      | 212    |
| 1999 | 33   | 宇川徹                                  | ラッキーストライク・ホンダ         | RVF/RC45     | 1        | Ret      | 147    |
| 2000 | 33   | 鎌田学                                  | チーム・キャビン・ホンダ           | VTR1000SPW   | 5        | 8位      | 206    |
| 2001 | 33   | 岡田忠之/アレックス・バロス             | チーム・キャビン・ホンダ           | VTR1000SPW   | 5        | 2位      | 217    |
| 2003 | 778  | 辻村猛                                  | F.C.C. TSR ZIP-FM Racing Team      | CBR954RR     | 1        | 3位      | 210    |
| 2004 | 778  | 辻村猛                                  | F.C.C. TSR ZIP-FM Racing Team      | CBR1000RR    | 1        | Ret      | 48     |
| 2005 | 778  | 辻村猛                                  | F.C.C. TSR ZIP-FM Racing Team      | CBR1000RR    | 1        | 14位     | 191    |
| 2006 | 778  | 辻村猛                                  | F.C.C. TSR ZIP-FM Racing Team      | CBR1000RR    | 1        | 1位      | 214    |
| 2007 | 778  | 手島雄介                                | F.C.C. TSR ZIP-FM Racing Team      | CBR1000RR    | 5        | 3位      | 215    |
| 2008 | 2    | 辻村猛                                  | F.C.C. TSR Honda                   | CBR1000RR    | 1        | Ret      | 69     |
| 2009 | 1    | 秋吉耕佑                                | F.C.C. TSR Honda                   | CBR1000RR    | 1        | 9位      | 178    |
| 2010 | 33   | 玉田誠                                  | ケーヒン・コハラ・レーシングチーム | CBR1000RR    | 3        | 2位      | 214    |
| 2011 | 11   | 秋吉耕佑/清成龍一                       | F.C.C. TSR Honda                   | CBR1000RR    | 4        | 1位      | 217    |
| 2013 | 104  | 山口辰也/渡辺一馬                       | TOHO Racing with MORIWAKI          | CBR1000RR    | 9        | 7位      | 211    |
| 2014 | 090  | 渡辺一馬/長島哲太                       | au&Teluru Kohara RT                | CBR1000RR    | 12       | 35位     | 158    |
| 2017 | 79   | ダミアン・カドリン / グレッグ・ブラック | Team SuP Dream Honda               | CBR1000RR    | 14       | 42位     | 193    |
| 2018 | 72   | 濱原颯道                                | Honda Dream RT Sakurai Honda       | CBR1000RRSP2 | 21       | DNF      | 113    |
| 2019 | 72   | 濱原颯道 / 作本輝介                     | Honda Dream RT Sakurai Honda       | CBR1000RRSP2 | 23       | 10位     | 211    |

### 記録
- 鈴鹿8時間耐久ロードレース最多ポールポジション 7回（2003年 - 2006年は4年連続の獲得・2008年現在）
- 全日本ロードレース選手権最多優勝 28勝（2008年シーズン終了時）

## テレビ
- スポーツ大陸 最後まで走り続ける〜オートバイ伊藤真一〜（2009年、NHK）